# Josu García (músico)
Josu García (Oyarzun, Guipúzcoa, 24 de diciembre de 1965), músico y productor español. Ha participado hasta la actualidad en la grabación de más de 150 discos, indistintamente en las facetas de guitarrista, cantante, compositor, letrista y productor. También ha participado en la grabación o producción de más de 200 «jingles» publicitarios, incluyendo campañas de masiva difusión en medios como las de Amena, Amstel, 11811, Tesoro Público o Línea Directa.

## Biografía
Después de pasar su infancia en San Sebastián se traslada con su familia a la ciudad de Jaca (Huesca), donde a los 16 años ya toca en una formación de blues rock llamada Pócima. En 1987 se instala en Zaragoza y comienza a tocar de manera profesional con diversos grupos (Gota Gota Band, Solución Salvaje, Blues Power), y en 1991 entra a formar parte del mítico grupo aragonés Más Birras, con el que graba el que sería el último disco de la banda, "Tierra quemada" (Pasión Área creativa, 1992).
Se instala definitivamente en Madrid en 1993, donde comienza su carrera como músico de estudio, compositor, letrista y productor. En el año 1999 forma junto a Pablo Martín el grupo La Tercera República, con el que graba cuatro discos y actúa por toda la geografía española. También ha participado en giras de grupos y artistas como Más Birras (1992), Los Lunes (1995-1966), Amaral (2000), David Broza (2001), The Rollers (con Carlos Tarque, 2005-2007) y  Tequila (en su regreso en 2008 y 2009), entre otros.
En la actualidad forma parte como productor, guitarrista y director musical de la banda de Loquillo desde 2009, proyecto con el que ha alcanzado su plena madurez profesional, y ejerce como profesor de la asignatura Producción musical (grabación en estudio) en RTVE Instituto, e imparte seminarios, cursos y clases magistrales sobre esta misma materia. También ha iniciado un proyecto singular, la Audiomatic Banda Residente. También compagina su actividad con la banda Ventura, junto a Mon Vázquez (84), Chema Moreno (Nena Daconte) y Laurent Castagnet (Loquillo) con los que se divierten versionando clásicos acústicos de los grandes grupos del folk y rock americano. Ha colaborado como productor y músico en el último disco de su viejo amigo y camarada Gabriel Sopeña, Sangre Sierra (Warner, 2017), con un sonido honesto y visceral que ha suscitado excelentes críticas; e, igualmente, en la última entrega del compositor zaragozano: Desiertos (Musickly/Beatclub 2024). 
Produjo junto a Mario Cobo el disco Código rocker de Loquillo & The Nu Niles, alcanzando el número uno en las listas de AFYVE a las pocas semanas de su lanzamiento. Probablemente el proyecto más excitante que ha afrontado en su carrera fue Viento del Este (2016), el último disco de Loquillo, con el volvió a llegar al número 1 de las listas de AFYVE.

## Discografía
- Más Birras: Tierra quemada (Pasión Área Creativa, 1992): guitarras y coros.
- Disco homenaje a Tequila: Mucho Tequila (Dro, 1996): guitarras y coros.
- La Oreja de Van Gogh: Dile al Sol (Sony, 1998): guitarras, coros y producción asociada.
- Joaquín Sabina: 19 días y 500 noches (BMG Ariola, 1999): guitarras y coros.
- David Broza: Isla Mujeres  (Salad-Dro, 2000): guitarras y coros.
- La Tercera República: 
  - La Tercera República (2000): voz principal, guitarras y coros.
  - Amores modernos (2003) voz principal, guitarras y coros.
  - Martín & García Asociados (2008) voz principal, guitarras y coros.
- M Clan:
  - Memorias de un espantapájaros (2008): coros.
  - Para no ver el final (2010): coros.
- Loquillo:
  - Loquillo en Madrid (2012): guitarras y coros.
  - La nave de los locos (2012): guitarras y coros.
  - El Creyente (en directo) (2014): guitarras y coros.
  - Código rocker (2015): producción y coros.
  - Viento del Este (2016): producción, guitarras y coros.
- Gabriel Sopeña:
  - Sangre Sierra (Warner, 2017): dirección musical, guitarras, percusión, coros.
  - Desiertos (Musickly/Beatclub, 2024): guitarras, voces, productor adjunto.